# Federación Japonesa de Patinaje
La Federación Japonesa de Patinaje (日本スケート連盟 Nihon sukēto renmei?) es la institución rectora del patinaje artístico sobre hielo en dicho país. Es reconocida como tal por el Comité Olímpico de Japón y la Unión Internacional de Patinaje. Fue fundada en 1929 y es la responsable de gobernar el deporte. La federación celebra el campeonato nacional de patinaje artístico y otras competiciones como el Trofeo NHK de la serie del Grand Prix de la ISU.

## Historia
En 1929 varias organizaciones de deportes de hielo se fusionaron para formar la «Federación de patinaje de Japón», la cual organizaba las competiciones de patinaje de velocidad, patinaje artístico y de hockey sobre hielo. Desde el año 1930 se celebra el Campeonato de Japón y abarca las tres disciplinas anteriores, este mismo año la federación se une de manera oficial a la Unión International de Patinaje y a la Federación Internacional de Hockey sobre Hielo. En el año 1931 se unió a la Asociación Atlética de Japón. En 1972 la división de hockey sobre hielo estuvo separada de forma independiente, se unió a la federación japonesa en 1978. Desde el año 1979 celebra el trofeo NHK. Al finalizar los Juegos Olímpicos de invierno de Turín 2006, la federación se vio envuelta en un escándalo de desvío de recursos, varios directivos y el expresidente fueron los culpables. Desde marzo de 2006 el dinero asignado para organizar eventos es controlado y supervisado por una comisión especial.

## Estructura
Seiko Hashimoto preside la federación y Masao Tsunayama ocupa el cargo de director general. Yasuakira Hayashi ocupa la vicepresidencia, 14 personas ocupan el cargo de directivos y 3 son inspectores. Para su financiación la federación cuenta con varias fuentes de ingresos como la tarifa de registro de los atletas, además de tarifas para publicidad, patrocinadores y un subsidio por parte del gobierno japonés.

## Competiciones
La federación es la organizadora de varios eventos deportivos en Japón como el Trofeo NHK, una de las pruebas de la serie del Grand Prix de la ISU, organiza el Campeonato de Japón (niveles júnior y sénior), los campeonatos de patinaje de velocidad sobre hielo y de hockey sobre hielo.